# Konotoksin
Konotoksin je jedna od grupa neurotoksičnih peptida izolovanih iz otrova morskog kupastog puža, roda Conus.
Konotoksini sadrže 10 do 30 aminokiselina. Oni tipično imaju jednu ili više disulfidnih veza. Konotoksini imaju više mehanizama dejstva, većina kojih nije podrobno istražena. Znatan broj peptida iz ove grupe moduliše aktivnost jonskih kanala. Tokom poslednjih nekoliko decenija konotoksini su bili predmet farmakoloških istraživanja.

## Tipovi i biološke aktivnosti konotoksina
Postoji pet grupa konotoksina sa poznatim dejstvima: α(alfa)-, δ(delta)-, κ(kapa)-, μ(mi)-, i ω(omega)- tipovi. Svaki od pet tipova konotoksina deluje na raličitoj biološkoj meti.
- α-konotoksin inhibira nikotinske acetilholinske receptore na nervima i mišićima.[3]
- δ-konotoksin inhibira inaktivaciju od napona zavisnih narijumovih kanala.[4]
- κ-konotoksin inhibir kalijumove kanale.[5]
- μ-konotoksin inhibira od napona zavisne natrijumove kanale u jedru.[6]
- ω-konotoksin inhibira naponom-kontrolisane kalcijumske kanale N-tipa.[7] Pošto su naponom-kontrolisani kalcijumski kanali N-tipa u nervnom sistemu vezani za algeziju (senzitivnost na bol), ω-konotoksin ima analgetičko dejstvo: efekat ω-konotoksina M VII A je 100 do 1000 puta jači od morfina.[8] Sintetička verzija ω-konotoksina M VII A je našla primenu kao analgečki lek zikonotid (Prialt).[9]

## Spoljašnje veze
- Conotoxins на 
- Baldomero "Toto" Olivera. „iBioSeminar on Conus Peptides”. The American Society for Cell Biology. Архивирано из оригинала 27. 11. 2012. г. Приступљено 30. 01. 2013.
- Kaas Q, Westermann JC, Halai R, Wang CK, Craik DJ. „ConoServer”. Institute of Molecular Bioscience,  The University of Queensland, Australia. Приступљено 2. 6. 2009. „A database for conopeptide sequences and structures”